# Francisco Barreto de Meneses
Francisco Barreto de Meneses (Peru, 1616 — 21 de janeiro de 1688) foi um militar e administrador colonial luso-brasileiro.

## Biografia
Nasceu à época da união das coroas ibéricas, pois seu pai era português e o comandante da Praça de Callao.
Valoroso militar, foi escolhido para comandar as tropas luso-brasileiras na Insurreição Pernambucana, que expulsou do Nordeste os holandeses.
Regressou à metrópole para participar na Guerra da Restauração, assumindo responsabilidades de capitão-de-cavalos na defesa da região alentejana.
De novo no Brasil, em 1647, foi promovido a "Mestre-de-Campo-General" que dirigiu o "Exército Libertador ou Patriota" de 2,5 mil homens, integrado por 4 Terços, comandados por João Fernandes Vieira, André Vidal de Negreiros, Henrique Dias e Antônio Filipe Camarão, vencendo os holandeses nas memoráveis Batalha dos Guararapes, em 1648 e 1649, pelo que recebeu o título de "Restaurador de Pernambuco".
Foi um dos fundadores da Tricentenária Venerável Irmandade do Senhor Bom Jesus dos Passos do Recife, a mais antiga do Brasil, no ano de 1654, em forma de promessa, por ter conseguido expulsar os holandeses do Brasil. Embrião das Forças Armadas do Brasil.
Foi Governador de Pernambuco e posteriormente, de 18 de junho de 1657 a 21 de julho de 1663, Governador-Geral do Brasil, sucedendo ao Conde de Atouguia D. Jerónimo de Ataíde.[carece de fontes?]
Em 6 de agosto de 1661 foi assinado o Tratado de Paz entre Portugal e a Holanda, pelo qual Portugal prometia uma indenização de 4 milhões de cruzados a serem pagos em 16 anos, 250 mil cruzados por ano, em dinheiro ou em açúcar, sal e tabaco, porque a Holanda «perdera» Pernambuco: Este Tratado da Haia legitima a perda da maioria das Colônias Portuguesas no Oriente e repercutiu numa política estatal de transformar a economia da Amazônia, estimulando cultivo de espécies asiáticas e nativas, ampliando a importação de africanos, o que só se desenvolverá sob as práticas Colbertistas de Pombal. Com o problema da sucessão espanhola, mais tarde, a Inglaterra usaria a dívida portuguesa, não paga, para pressionar Lisboa, como em 1697.[carece de fontes?]
Coube a Francisco Barreto de Meneses organizar uma expedição de Bandeirantes Paulistas para «reprimir as correrias do gentio no sertão baiano». A expedição teve no comando 2 sertanistas do Partido dos Camargos, Domingos Barbosa Calheiros e Fernando de Camargo. Chegou à cidade de Salvador em outubro de 1658, encetando a campanha que teve desastroso efeito. Enquanto isso em São Paulo havia recrudescido a luta entre as duas famosas Famílias dos Pires e dos Camargos, e o Governador-Geral, sem poder se deslocar à Capitania, incumbiu da paz o Ouvidor Geral da Repartição do Sul, Pedro de Mustre Portugal. Estando os 2 Partidos exaustos, este conseguiu fazer assinar a paz em 1 de janeiro de 1660.[carece de fontes?]

## Heróis da Pátria
A Lei nº 12.701, de 6 de agosto de 2012 determinou que o nome de Francisco Barreto de Meneses fosse inscrito no "Livro de Heróis da Pátria" (conhecido como "Livro de Aço"), depositado no Panteão da Pátria e da Liberdade Tancredo Neves, um cenotáfio que homenageia os heróis nacionais localizado na Praça dos Três Poderes, em Brasília. Falta apenas o respectivo cunhamento do nome no Livro.